# Palazzina di caccia di Stupinigi
| Imagem: Residências da Casa de Saboia | Palazzina di caccia di Stupinigi está incluído no sítio "Residências da Casa de Saboia", Património Mundial da UNESCO. |  |

A Palazzina di caccia di Stupinigi (Palácio de caça de Stupinigi) é um palácio da Itália, com arquitectura de Filippo Juvarra, localizado na localidade de Stupinigi, comuna de Nichelino, na periferia Sudoeste de Turim. Faz parte do circuito de residências da Casa de Saboia no Piemonte, tendo sido proclamado Património da Humanidade pela UNESCO, em 1997, como parte do conjunto Residências da Casa de Saboia. 

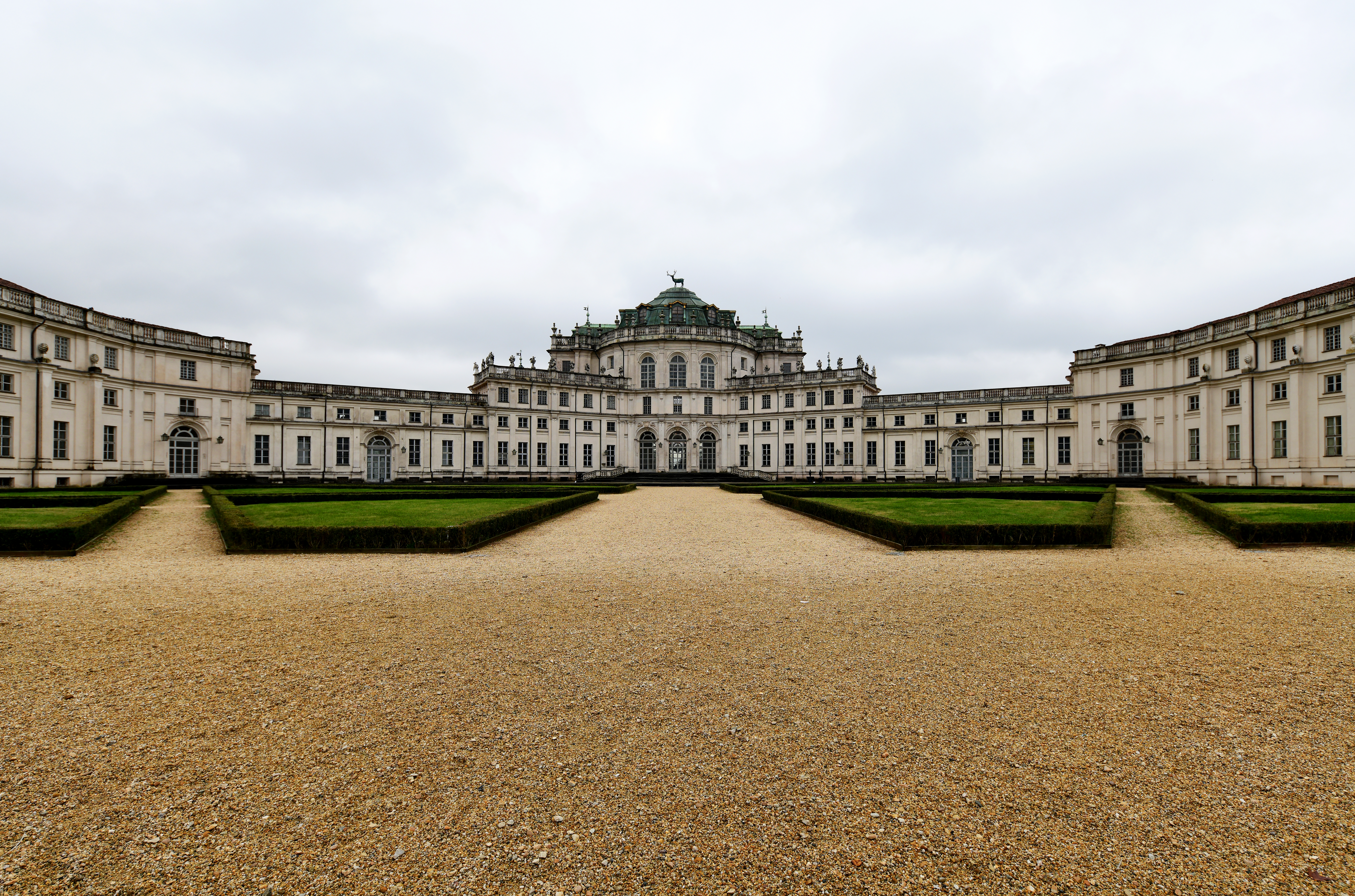
Entrada principal da Palazzina di caccia di Stupinigi.

## História
O território, definido na Idade Média como Suppunicum, apresentava já um pequeno castelo, ainda visível a levante da palazzina, que antigamente defendia a região de Moncalieri: este era propriedade da Família Saboia-Acaia, ramo caído da dinastia, mas passou para a posse de Amadeu VIII de Saboia quando o último dos Acaia morreu em 1418. 
Amadeu VIII deixou a propriedade a um Marquês da Família Pallavicino de Zibello em 1439, mas os Saboia voltaram a recuperar a sua posse quando Emanuel Felisberto de Saboia a reclamou em 1564. Por vontade do Duque, o castelo e as terras adjacentes foram alienadas à Ordem dos Santos Maurício e Lázaro. 
Siccome, o Grão Mestre da Ordem era o chefe da Casa de Saboia. Stupinigi era gerido directamente por este, e no decorrer dos anos as terras adjacentes ao castelo tornaram-se o lugar ideal para a construção do pavilhão de caça dos Duques. Foi Vitor Amadeu II (Duque de Saboia entre 1675 e 1730) a promover a transformação do complexo numa palazzina digna da nova figura Real. Em Abril de 1729 confiou o projecto a Filippo Juvarra. No entanto, seria durante o reinado de Carlos Emanuel III de Saboia (Rei da Sardenha entre 1730 e 1773) que a palazzina viria a nascer: em 1731 já seria inaugurada com a primeira caçada. 
A construção ampliou-se durante o reinado de Carlos Emanuel III e Vitor Amadeu III (Rei da Sardenha entre 1773 e 1796) com o contributo de outros arquitectos, tais como Prunotto, Bo e Alfieri. Em 1740 foram acrescentadas outras duas alas, as quais acolheriam a escudaria e as remessas agrícolas. 
Também Napoleão Bonaparte esteve instalado na palazzina entre 5 e 16 de Maio de 1805, antes de se deslocar a Milão para cingir a Coroa Férrea. Aqui, discutiu com as principais forças políticas de Turim, recebendo as autoridades municipais, a magistratura e o clero (na pessoa do seu líder, o Cardeal Buronzo). Ao que parece, o Cardeal, severamente acusado pelo Imperador de presumidamente manter correspondência com Carlos Emanuel IV (Rei da Sardenha entre 1796 e 1802), foi protagonista de uma discussão que teve como consequência a sua substituiçao pelo Bispo de Acqui Terme, monsenhor Della Torre. 
Em 1832 a palazzina tornou-se de novo propriedade da Família Real. Foi cedida ao domínio estatal em 1919 e em 1925 foi restituída, com a propriedade circundante, à Ordem dos Santos Maurício e Lázaro. 
No século XIX hospedou durante vários anos um elefante indiano macho, que fôra oferecido a Carlos Félix (Rei da Sardenha entre 1821 e 1831). O elefante Fritz tornou-se famoso mas, infelizmente, alguns anos depois enlouqueceu e começou a destruir tudo o que o rodeava (os sinais ainda são visíveis nas partes de madeira); acabaria por ser abatido e doado ao museu zoológico da Universidade de Turim. Actualmente está exposto no Museu Regional de Ciência Natural de Turim. Desde 1919, a palazzina de Stupinigi hospeda o Museu de Arte e Mobiliário. 
A palazzina acolhe periodicamente mostras de arte de nível internacional. Actualmente o edifício encontra-se encerrado para obras de restauro.

## Arte

### Estrutura

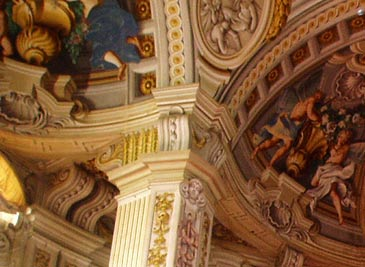
Particularidade do Salão Central da Palazzina di caccia di Stupinigi.

A planta do palácio tem quatro braços dispostos em forma de Cruz de Santo André. O jardim é belíssimo e o longo vale que conduz à palazzina quem vem de Turim fascinante, flanqueado por cabanas e escuderias.
O núcleo central é constituído por um grande salão central de planta elíptica, do qual partem quatro braços mais baixos formando uma Sautor. Nos braços situam-se os apartamentos Reais e os dos hóspedes. O coração da construção é o grande salão elíptico coroado pela estátua de um "Cervo", obra de Francesco Ladatte. Com a partida de Filippo Juvarra de Turim (com destino a Madrid), o Príncipe Carlos Emanuel III entregou a direcção dos trabalhos a Giovanni Tommaso Prunotto, o qual empreendeu a ampliação da palazzina partindo dos esboços do arquitecto de Messina, tentando assim salvaguardar os complexos jogos de luz e de formas tão caros ao seu predecessor. Por esta via, foram chamados à Corte, na "Real Fabrica", um grande número de artistas para decorar o novo ambiente (o interior foi executado em estilo Rococó italiano, constituído por materiais preciosos como laca, porcelana, estuques dourados, espelhos e raízes de roseira brava.) que, actualmente, se estende por uma superfície de cerca de 31.000 metros quadrados, dos quais 14.000 são ocupados pelos edifícios adjacente. O parque ocupa uma área de 150.000 metros quadrados e os canteiros externos 3.800. No complexo estão presentes 137 câmaras e 17 galerias. 
A construção prolonga-se para a frente num vasto pátio octogonal, no qual se encontram os edifícios de serviço. 
Entre as valiosas mobílias executadas para a palazzina merecem destaque as de Giuseppe Maria Bonzanigo, Pietro Piffetti e Luigi Prinotto.
O edifício conserva decorações dos pintores venezianos Giuseppe Valeriani, Domenico Valeriani e Gaetano Perego, e do vienense Christan Wehrlin. Possui ainda afrescos  de Vittorio Amedeo Cignaroli, Gian Battista Crosato e Carlo Andrea Van Loo.

### O salão

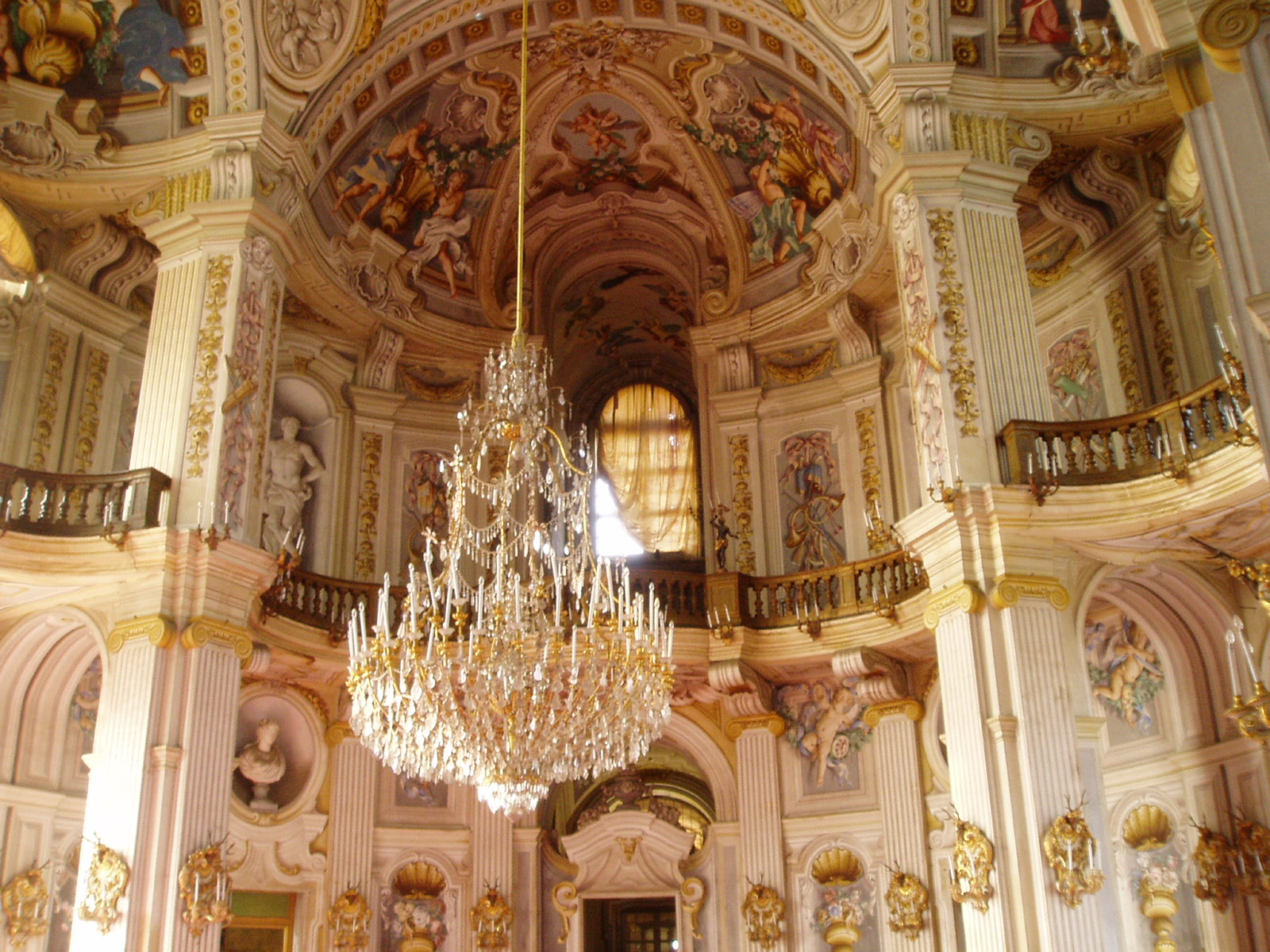
Salão Central da Palazzina di caccia di Stupinigi.

O salão, coração da palazzina, foi a primeira ideia de Juvarra a ficar concluída. Em 1730 já estava terminada e no dia 10 de Fevereiro de 1731 o Rei encomendou aos irmãos Giuseppe e Domenico Valeriani um grande afresco para a cúpula, representando o Triunfo de Diana, a Deusa da Caça. Os trabalhos para a realização de tais afrescos iniciaram-se no dia 8 de Março, concluindo-se em 1733. Ao que parece, Juvarra havia imposto o esquema da quadratura aos dois irmãos por forma a não permitir o arruinamento do seu complexo desenho de conjunto: tal hipótese parece confirmada pelos artifícios da cúpula, em estilo juvarriano. 
Depois da partida de Juvarra, a ideia do arquitecto não seria concluida. Esta incluía grandes grupos escultóricos de cães e cervos junto das grandes janelas do salão. Em compensação, vieram completar o projecto, entregue a Giuseppe Marocco, trinta e seis cabeças de cervo em madeira que dão testemunho de si sobre as paredes da sala. Do mesmo periodo são os entalhes em madeira dourada das balaustradas. 
São de assinalar os quatro bustos em mármore realizados depois de 1772 por Giovanni Battista Bernero, projectados noutros tantos nichos do salão.

### Antecâmara da Rainha
Coberta de afrescos, entre 1733 e 1734, pelo pintor Giovanni Battista Crosato (que trabalhara também na Villa La Tesoriera), a Antecâmara da Rainha é uma das quatro salas visíveis a partir do salão central da palazzina. Entre 1738 e 1739 os afrescos foram colocados lado a lado com a nova produção do pintor Francesco Casoli; entre outros artistas que trabalharam nesta sala encontra-se Giuseppe Maria Bonzanigo, que renovou a Antecâmara da Rainha ao Estilo Luís XVI, a partir de 1786. Nesta antecâmara encontram-se quatro telas ovais, de artista desconhecido, representando Princesas da Casa de Saboia tais como Maria Joana Baptista de Saboia e Cristina Maria da França.

### Antecâmara do Rei
Permanecendo incompleta até 1737 devido à partida de Filippo Juvarra para a Corte espanhola, a Antecâmara do Rei foi terminada, como de resto outras alas da palazzina, sob a supervisão de Giovanni Tommaso Prunotto, sucessor de Juvarra na "fábrica" de Stupinigi. Os afrescos foram acabados por Michelantonio Milocco, sob o controle directo de Gaio Francesco Beaumont. A mobília presente pertence ao Estilo Luís XV e Luís XVI; de particular interesse é a decoração presente nesta câmara, com telas de Pietro Domenico Olivero.

### Sala dos Escudeiros
Esta sala, tal como as antecâmaras acima descritas, encontra-se ligada ao salão principal da palazzina. A Sala dos Escudeiros foi um dos primeiros ambientes da estrutura a receber afrescos, em 1733. Pelo contrário, a pintura das portas e dos seus remates só ocorreria em 1778, quando Vittorio Amedeo Cignaroli terminou o complexo, retendo cenas de caça na residência dos Saboia, possivelmente inspirado no ciclo de caça ideal realizado pelo flamengo Jean Miel.

### Antecapela
Denominada no final de 1767 como Sala delli buffetti (Sala dos Bufetes), foi rebaptizada quando foi usada como antecapela em relação ao verdadeiro espaço religioso por trás da parede maior, a capela dedicada a Santo Humberto. Na transformação da Sala dos Bufetes trabalharam Igrazio Birago, Giacomo Borri, Ignazio Nipote e Gaetano Perego, os quais decoraram o tecto e cuidaram dos estuques.

### Sala do Bonzanigo
Tornada célebre pelo contador (que fazia de estante e de escrivaninha) realizado por Bonzanigo, ao qual a sala se encontra ligada, este ambiente foi palco dos trabalhos de outros artistas, tais como Giovanni Battista Alberoni, que realizou o afresco do tecto (1753) e Pietro Domenico Olivero, que cuidou dos remates das portas entre 1749 e 1753. Diferente do Barroco da decoração, o mobiliário apresenta um Estilo Clássico, destacando-se entre este a moldura de Bonzanigo que encastra um retrato oval (cuja armação é do próprio artista) representando Giuseppe Placido de Saboia, Conde de Moriana.

### Galeria dos retratos
A divisão que actualmente é designada como Galeria dos Retratos, antigamente era a sala atribuída à escudaria. Dos lados estão dispostas cinquenta e quatro telas representando membros da Casa Reinante. A sala foi desenhada por Juvarra e realizada por Benedetto Alfieri. 

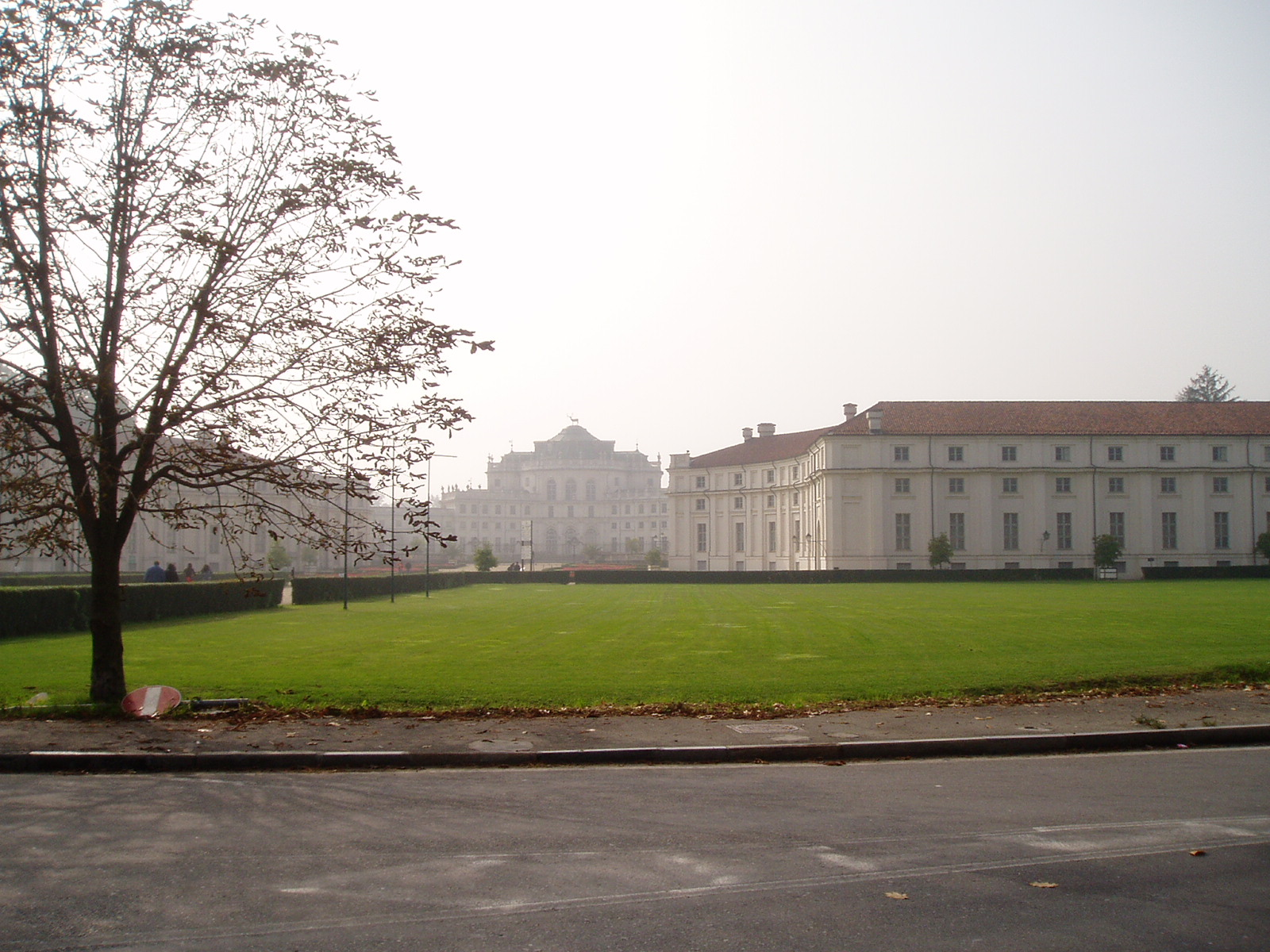
Vista da Palazzina di caccia di Stupinigi a partir do parque.

### O jardim
O complexo está inserido  no interior de um vastíssimo jardim geométrico, com um contínuo sucessivo de canteiros de flores e alamedas. O parque circundante, delimitado por um muro de grandes dimensões e cruzado por longas avenidas arborizadas, foi projectado pelo jardineiro francês Michael Benard, em 1740. Em 1991 foi instituído o Parque Natural de Stupinigi, que se estende por mais de 1.700 hectares e possui uma discreta variedade faunística.

## Curiosidades
- Em  5 de julho de 1911 morre neste palácio D. Maria Pia de Saboia, rainha consorte de Portugal, no exílio.
- Em 1996, o exterior da Palazzina di caccia di Stupinigi acolheu todas as actividades da 27ª edição dos Jogos sem Fronteiras.
- Em Fevereiro de 2004 foram roubados do museu vinte sete objectos (entre os quais algumas obras primas de Piffetti, Bonzanigo e Prinotto) e quatro pinturas, com um valor total de 40 milhões de euros. Felizmente, todas as peças foram encontradas em boas condições no dia 26 de Novembro de  2005, num campo próximo de Villastellone.